# タイム・トゥ・ラン
『タイム・トゥ・ラン』（原題：Heist / Bus 657）は、2015年制作のアメリカ合衆国のアクション・スリラー映画。出演はジェフリー・ディーン・モーガン、ロバート・デ・ニーロ、ケイト・ボスワース、デイヴ・バウティスタら。

## あらすじ
元マフィアの大物で巨大カジノのオーナー・ポープ（教皇）の下で働く元軍人の凄腕ディーラー・ヴォーンには、小児がんを患っている1人娘がいた。その治療には少なくとも30万ドルという高額な治療費が必要だったが、彼の稼ぎだけではとても払えるような額ではなかった。そこでヴォーンはポープに借金の申し込みをするが、冷酷に断られて口論となり、クビになってしまう。
そんな彼に、最近ポープのカジノで働き始めたコックスが声をかけてくる。定期的にやってくる客を観察し、犯罪組織がカジノで資金洗浄していることに気づいたコックスは、ヴォーンに表沙汰にできない金を金庫から奪おうと持ちかけてきたのだ。ポープの恐ろしさを知り尽くしているため、一度はその誘いを断ったヴォーンであったが、背に腹は変えられなくなり、コックスの話に乗ることにする。
かくして、さらに2人加えた4人で計画を実行、首尾よく現金を手にするが、逃走する前に気づかれ、仲間の1人が裏切って逃げてしまう。何とか国道まで逃げてきたヴォーンたち3人は、発車間際のバスをジャックする。バスジャック事件はすぐさま警察の知るところとなり、事件を知ったポープも追手を差し向ける。ここに警察とマフィアを巻き込んだ、壮絶な逃走劇が幕を開ける。

## キャスト
- ルーク・ヴォーン：ジェフリー・ディーン・モーガン（吹替：本多新也）
- ポープ：ロバート・デ・ニーロ（吹替：樋浦勉）
- コックス：デイヴ・バウティスタ（吹替：志村知幸）
- クリス：ジーナ・カラーノ（吹替：東内マリ子）
- ドッグ：モリス・チェストナット
- バーニー：D・B・スウィーニー
- ポーリン：リディア・ハル
- ダンテ：スティーヴン・サイラス・セファー
- マルコーニ：マーク＝ポール・ゴスラー
- スティーヴ：タイラー・J・オルソン（吹替：中林俊史）
- シドニー：ケイト・ボスワース（吹替：種市桃子）